# Jean-Marie Gustave Le Clézio
Jean-Marie Gustave Le Clézio (født 13. april 1940) er en fransk forfatter, der i 2008 modtog Nobelprisen i litteratur.
Han debuterede i 1963 med romanen Rapport om Adam og har især skrevet romaner, noveller og essays.